# Jonathan Edwards (teolog)
Jonathan Edwards, ameriški duhovnik, filozof in teolog, * 5. oktober 1703, East Windsor, kolonija Connecticut, † 22. marec 1758, Princeton, New Jersey.
Splošno je priznan kot najpomembnejši ameriški filozofski teolog. Zavzemal se je za filozofsko teologijo. Njegovo teološko delo zajema široko področje, vendar je temeljil na reformirani teologiji, metafiziki in dedišcini Purinaov. Znan pa je tudi po tem, da je bil stari oče Aarona Burra, tretjega podpredsednika ZDA. 

## Življenje

### Zgodnje življenje
Jonathan Edwards se je rodil 5. oktobra 1703, očetu Timothyju Edwardsu (pridigarju) in materi Esther Stoddard, v East Windsorju. Leta 1716 se je vpisal na Yale, ko je bil star šele 12 let. Zanimati so ga začela dela Johna Lockea in njegovo delo O človeškem razumu, ki je nanj in na njegova dela zelo vplivalo. Med šolanjem se je zanimal za naravno in mentalno filozofijo, s čimer se je želel tudi ukvarjati. Čeprav je po končanem kolidžu dve leti študiral teologijo, se je še vedno zanimal za znanost. Edwardsov najljubši kotiček za ustvarjanje in razmišljanje ter molitev je postal gozd, ki bi naj bil simbol lepote in tolažba narave. Preden je prevzel pridigarskodelo v Northamptonu, je napisal več esejev in drugih člankov o naravni filozofiji, ki zajema tudi leteče pajke, svetlobo in optiko. Od 1722 do 1723 je bil za osem mesecev imenovan kot pridigar, ki je za določen čas pridigal. Po končanem stažu ga je cerkev želela obdržati, a je ponudbo zavrnil. Leta 1729 se je poročil s Sarah Pierpont. ki je bila zelo povezana z bogom in njegovo voljo in je bila velik navdih za Edwardsovo ustvarjanje. Ko je 1729 njegov dedek Solomon umrl, mu je zapustil težko nalogo, saj je ostal edini pridigar enega največjih in najbogatejših upravnih enot v koloniji. Pridigar cerkvene skupšcine v Northamptonu je bil od leta 1726 do 1750, saj potem ni bil več zmožen opravljati tega poklica. 

### Veliko prebujenje
Leta 1733 se je protestantska oživitev oziroma prebujenje začela v Northamptonu. Glas o prebujenju in o voditelju tega prebujenja, to je bil sam Edwards, se je začel razširjati tudi v Veliki Britaniji in na Škotskem. Kasneje je pridigal skupaj z Georgom Whitefieldom od leta 1739 do 1740, s katerim se je dobro razumel in ga je imel za enega izmed vzornikov. Leto kasneje je Edwards znova pridigal sam, ko je pomladi 1741 v Enfieldu pridigal svojo najbolj znano pridigo "Sinners in the Hands of an Angry God", kjer je uporabil primer "fire and brimstone" (ogenj in žveplo). Njegovo gibanje se je nato srečalo z nasprotniki, ki smo bili v tem primeru pridigarji iz cerkvene skupnosti, kateri so mu očitale proteste, prevrate in ekstatično veselje oziroma zamaknjenost. Zaradi stroge puritanske cerkve se je moral 1742 že drugič javno opravičiti v eni izmed svojih pridig z naslovom "Thoughts on the Revival in New England". Njegov glavni argument je bil, da je potrebno v državi izboljšati moralo posameznikov. Za izboljšanje tega občutka je Edwards v letih 1742 in 1743 pridigal na Northamptonu in objavil mnogo lastnih esejev in pridig. 1749 je napisal uradno poročilo o Davidu Brainerdu, ki je živel nekaj časa z njegovo družino in je nato umrl 1747 v Northamptonu, prek katerega se je Edwards naučil mnogo stvari, ki so mu pomagale kot pridigarju. 

### Kasnejše življenje
Kljub temu da je celo življenje imel sužnje in celo leta 1731 kupil novega po imenu Venus, je doživel moralni preobrat ter kasneje nasprotoval uvažanju sužnjev iz Afrike. Kasneje je bil odpuščen s strani pastorja in služil plemenu indijanskih Mohičanov v Massachusettsu in leta 1748 prišel do krize v odnosih s svojo skupnostjo. Že leta 1744 je Edwards v svojih cerkvah objavil imena nekaterih mladih članov, ki so bili osumljeni branja neprimernih knjig, ter opozoril, da mu ta praksa ni všeč. Vsi na seznamu so bili sčasoma disciplinirani, v vsakem primeru pa je to še poslabšalo odnos med Edwardsonom in skupnostjo. Njegov pregovor je postal nepriljubljen in v štirih letih se nihče ni prijavil za sprejem v cerkvi in ko je nekdo leta 1748 to storil, ga je Edward s svojimi preizkusi od tega odvrnil in kadidat je zavrnil svojo prijavo. Po tem je bil prelom med Edwardom in cerkvijo dokončen, dovoljeno mu je bilo le pridiganje ob četrtkih. Ostal je v mestu in na željo cerkve prirejal pridige vse do leta 1751. Njegova pozicija pa ni bila nepopularna povsod, njegova teorija, da zadnja večerja ni razlog regeneracije je postal standard angleškega kongegracionalizma. Postal je zelo popularen in bil povabljen v nabito polno cerkev v Virginio, kar je zavrnil, da je postal pastor v Stockbridge, Massachusetts in misijonar Indijancev. Indijance je zagovarjal pri napadanju belcev, da bi pridobili uradne položaje, ter povečali svojo osebno srečo. V Stockbridge-u je napisal knjigo z naslovom Humble Relation, ki je bila odgovor na Solomona Williamsa sorodnega in grenkega nasprotnika Edwardsa, glede kvalifikacij za polno občestvo.  
Vendar pa nikoli ni bil dobrega zdravja in je umrl zaradi inokulacije 22. marca 1758. Pokopan je v Princenton Cemetrey. 

## Zapuščina
Spremljevalci Edwardsa so postali znani kot pridigarji za novo svetlobno kalvinistiko. Pomembni učenci so bili: Samuel Hopkins, Joseph Bellamy in sin Jonathan Edwards, Jonathan Edwards Jr., in Gideon Hawley. Kot je bilo po navadi, da pridigarji živijo v domovih starejših pridigarjev, so sčasoma napolnili veliko število pastoratov na območju New England. Mnogi od potomcev Jonathana in Sarah Edwards so postali znani državljani v Združenih državah Amerike, med njimi podpredsednik Aaron Burr in predsedniki kolegijev Timothy Dwight, Jonathan Edwards Jr. in Merrill Edwards Gates. Jonathan in Sarah Edwards sta bila tudi prednika prve dame Združenih držav Amerike Edith Roosevelt.
Pisave in prepričanje še zmeraj vplivajo na posameznike in skupine, med drugim so vplivale na misijonarje v zgodnjem ameriškem obdobju. Mnogi založniki še naprej prenašajo njegova dela, večina pa jih je sedaj dostopnih na Yale University. Yale pa je zagotovil, da so dostopne znanstvene raziskave Edwarda. Leta 2009 je bila ustanovljena klasična protestantska šola v Nashvillu, ki nosi ime klasična akademija Jonathan Edwardsa in je namenjen spominjanju Edwardsovega vztrajne pobožnosti in strogih akademikov.
Nedavno so besedilo Edwardsa preučevali tudi z uporabo digitalnih metod. Znanstveniki inštituta za angleške študije na Jagiellonian University so uporabili stilometrijo za vzpostavitev stilističnih povezav med različnimi skupinami Edwardovih pridig.

## Filozofija Jonathana Edwardsa
Edwards je znanost in naravne pojave videl v povsem drugi luči kot evropski znanstveniki tistega časa, saj se je zavzemal za to, da so narava in njeni pojavi posledica božjih mojstrskih idej in ne kot posledica deizma, ki sprejema boga razuma pred bogom vere in zavrača razodetje. Bil je zaskrbljen zaradi materializma in vere v nekatere njegove sodobnike, saj je videl zakone narave kot nekaj, kar je dano od boga. Tako se je pred letom 1720 ukvarjal tudi s pisanjem pridig in teoloških razprav, ki so poudarjale lepoto boga in vlogo estetike v duhovnem življenju. Ko je Edwards 8. julija 1731 pridigal svojo pridigo z imenom "God Glorified in the Work of Redemption, by the Greatness of Man's Dependence upon Him, in the Whole of It" v Bostonu, je prvič javno napadel arminijance. Poudarek te pridige je bil na absolutni suverenosti boga pri odrešitvi. Leta 1733 se je protestantska oživitev oziroma prebujenje začela v Northamptonu in je dosegla višek pozimi 1734 in naslednjo pomlad in je že začela ogrožati poslovanje in gospodarstvo v mestu. Ta oživitev mu je ponudila priložnost opazovanja in učenja procesa preobrazbe v vseh fazah, kjer je vse to zapisal v eseju "A Faithful Narrative of the Surprising Work of God in the Conversion of Many Hundred Souls in Northampton". Do leta 1735 se je prebujenje razširilo ob reki Valley do New Jerseyja. Zaradi številnih kritik, tako njegovih pridig in prebujenja, so se začeli dvomi in prepričanje, da bo to vse skupaj vodilo v fanatizem. Edwards je na vse to zapisal, da se množice ljudi čutijo dolžne vzeti lastno življenje, saj naj bi jim satan tako ukazal, in mnogo ljudi si je na koncu res vzelo življenje zaradi duhovne stiske na katero je opozarjal Edwards. prdvsem se je zavzemal za propagiranje in uporabljanja terorja, če je potrebno celo pri otrocih, ki naj bi bili božji vampirji.

## Dela
V svojem življenju je napisal mnogo del, med katerimi najdemo rokopise, pridige in zvezke. Nekaj njegovh del najdemo v Prebiterisjkem zgodovinskem društvu v Philadelphiji, Pennsylvaniji, na primer Letter to Mrs. Hannah Morse. Celoten opus njegovih del je objavljen na spletu prek centra Jonathan Edwards na spletni strani Univerze Yale. Mnogo njegovih del je bilo redno ponatisnjenih. Nobeno delo ni prevedeno v slovenščino in tako posledično ni na voljo v slovenskih arhivih in knjižnicah.
Med pomembnejša dela uvrščamo:
- Charity and its Fruits.
- Protestant Charity or The Duty of Charity to the Poor, Explained and Enforced.
- A Dissertation Concerning the End for Which God Created the World
- Contains Freedom of the Will and Dissertation on Virtue, slightly modified for easier reading
- Distinguishing Marks of a Work of the Spirit of God.
- A Divine and Supernatural Light, Immediately Imparted to the Soul by the Spirit of God.
- A Faithful Narrative of the Surprising Work of God in the Conversion of Many Hundred Souls in Northampton
- The Freedom of the Will
- A History of the Work of Redemption including a View of Church History
- The Life and Diary of David Brainerd, Missionary to the Indians.
- The Nature of True Virtue
- Original Sin
- Some Thoughts Concerning the Present Revival in New England and the Way it Ought to be Acknowledged and Promoted Religious Affections

Pomembne pa so bile tudi njegove pridige, od katerih so nekatere še danes berljive in ohranjene. Med njegove najbolj znane pridige uvrščamo: 
- "The Justice of God in the Damnation of Sinners"
- "The Manner of Seeking Salvation"
- "Pressing into the Kingdom of God"
- "Sinners in the Hands of an Angry God"